# Epimela
Epimela is een geslacht van kevers uit de familie bladkevers (Chrysomelidae).
De wetenschappelijke naam van het geslacht werd in 1903 gepubliceerd door Julius Weise.

## Soorten
- Epimela minuta Medvedev, 2003
- Epimela nepalensis Takizawa, 1987
- Epimela Paraepimelazaitzevi Medvedev, 1984
- Epimela tristis Medvedev, 2003